# 안드레이 주보프
안드레이 보리소비치 주보프(러시아어: Андре́й Бори́сович Зу́бов, 1952년 1월 16일 모스크바 출생)는 러시아의 역사가, 종교학자, 정치학자이자 역사학 박사이며, 저명한 공인, 교회 인사, 정치 활동가 겸 평론가이다. 그는 또한 과거 인민자유당의 부총재였다.
주보프는 국립 모스크바 국제 관계 대학교(MGIMO)의 전직 교수이다. 그는 러시아 신문 베도모스티에서 러시아 군대의 크림반도 배치를 히틀러의 오스트리아 합병과 비교한 후 일시적으로 직장을 잃었다. 한 달 후 그는 직위로 복귀되었고 MGIMO와의 계약이 공식적으로 만료될 때까지 근무했다.

## 전기
안드레이 주보프는 1952년 1월 16일 모스크바에서 태어났다. 그는 1968년 모스크바 56번 학교를 졸업했다. 같은 해에 그는 국립 모스크바 국제 관계 대학교(국제 관계 학부)에 입학했다.
1973년 졸업 후, 그는 러시아 과학 아카데미 동양학 연구소에서 일하기 시작했다.
1978년, 그는 '태국 의회 민주주의 연구 경험'에 대한 후보 논문을 방어했다.
1989년, 그는 '의회 민주주의와 동양의 정치 전통'에 대한 역사학 박사 학위 논문을 방어했다.
1988년부터 1994년까지 그는 모스크바 신학 아카데미에서 종교사를 가르쳤으며, 1990년에는 부교수로 임명되었다.
1994년부터 2012년까지 그는 러시아 정교회 대학교 철학 및 신학 학부 종교학과의 학과장이었다.
2001년, 그는 러시아 과학 아카데미 동양학 연구소를 사임하고 MGIMO로 옮겨 철학과 교수가 되었고 '교회와 국제 관계' 대학 센터를 이끌었다.
2014년 3월, 안드레이 주보프는 우크라이나와 크림반도에서 러시아 정부의 행동에 대해 비판한 후 해고되었다('추행을 저지른' 것으로 공식 명령에 명시). 그러나 노동권 보호를 위한 대통령 위원회는 해고가 불법이라고 선언했고 그는 2014년 4월 11일 직위로 복귀되었으며 2014년 6월 30일 계약 공식 만료일까지 계속 근무했다.
2009년부터 2014년까지 그는 러시아 정교회 시노드 성경-신학 위원회 위원이자 그 회의간 위원회 위원이었다. 그는 '러시아 정교회의 기본 사회 개념'(2000)의 저자 중 한 명이다.
2014년부터 2018년까지 그는 노바야 가제타의 칼럼니스트였다.
2014년부터 그는 철학사, 종교 사상사, 러시아 역사에 대해 다양한 장소와 인터넷에서 공개 강의를 하고 있다.
그는 "러시아 역사: 20세기" 세 권을 편집했다.
그는 인민자유당의 주요 구성원 중 한 명이다. 그는 2016년 국가두마 선거에 출마하여 모스크바 중심 지역구에서 3위를 차지했다.
2022년에 그는 체코로 이주하여 마사리크 대학교에서 일했다.
2023년 2월, 주보프는 러시아 정부에 의해 "외국인 요원"으로 등재되었다.
주보프 교수는 영어, 태국어, 프랑스어를 구사한다.

## 학술 경력 및 출판물
안드레이 주보프는 처음에 태국과 아시아 의회 시스템의 정치사에 집중했다. 유명한 러시아 인도학자 프세볼로드 세멘초프와 그의 아내 올가 주보바(이집트학자)의 영향을 받아 비교 종교학에 관심을 갖게 되었다.
1993년부터 그는 종교 사상사에 대한 강의와 저술을 하고 있다. 그는 모스크바 신학 아카데미(1988~1994), 러시아 정교회 대학교(1994~2011), MGIMO(2001~2014), 러시아 국립 인문 대학교(1994~1998) 등에서 종교 사상사를 가르쳤다.
2006년, 그는 러시아 역사에 대한 다권 서적인 '러시아 역사. 20세기.'의 편집장이 되었다. 집필팀은 러시아, 러시아 디아스포라, 유럽 및 미국 러시아 연구 전문가(비토리오 스트라다, 리처드 파이프스) 45명 이상을 모았다. 이 프로젝트는 원래 알렉산드르 솔제니친의 지휘 아래 개발되었으며, 그는 대부분의 원고(대략 1956년까지)를 읽고 편집했지만, 2007년 가을에 솔제니친은 이 프로젝트에서 거리를 두기로 결정했다(그 이유는 주보프에게 보낸 그의 편지에 나와 있으며, 사본은 russia_xx 블로그에서 확인 가능). 이 책은 2009년에 두 권으로 출판되었다(1권: 서론 및 1894~1939년 기간, 2권: 1939~2007년 기간). 2016~17년에는 새로운 세 권 판이 나왔다(1권: 서론 및 1894~1922년 기간; 2권: 1923~1953년 기간; 3권: 1953~2008년 기간).
이 책은 체코어로 번역되어 프라하에서 두 권으로 출판되었다.
MGIMO에서 해고된 이후, 주보프 교수는 야당 언론에 자주 출연하여 역사 문제 등에 대해 자신의 견해를 표명했다.
2014년, A.B. 주보프는 키이우-모힐라 아카데미(우크라이나)의 명예 박사 학위를 받았으며, 2019년에는 마사리크 대학교(체코 브르노)의 명예 박사가 되었다.

## 사회, 정치 및 교회 활동
안드레이 주보프는 동방정교 신자이다.
그는 콘티넨트 저널의 편집 위원이다. 1998년 그는 즈나미아 재단상을 수상했다.
2005년 7월 16일, 러시아 정교회 성 시노드의 결정에 따라 그는 '종교간 관계에서 러시아 정교회의 입장에 대한 개념 문서 개발'을 위한 실무 그룹에 포함되었다.
그는 2003년부터 러시아 연대주의자 인민노동연맹 (NTS)의 회원이다.
안드레이 주보프는 2006년과 2008년에 알렉세이 2세 총대주교로부터 직접 성자 다니엘 훈장(3급)과 성 세르기우스 훈장(3급)을 받았다.
2009년 6월 29일, 모스크바 및 전 루스 총대주교 키릴의 결정에 따라 주보프 교수는 고등학교 '정교회 기독교 문화의 기초' 과정을 위한 교과서 집필 편집 위원회에 포함되었다.

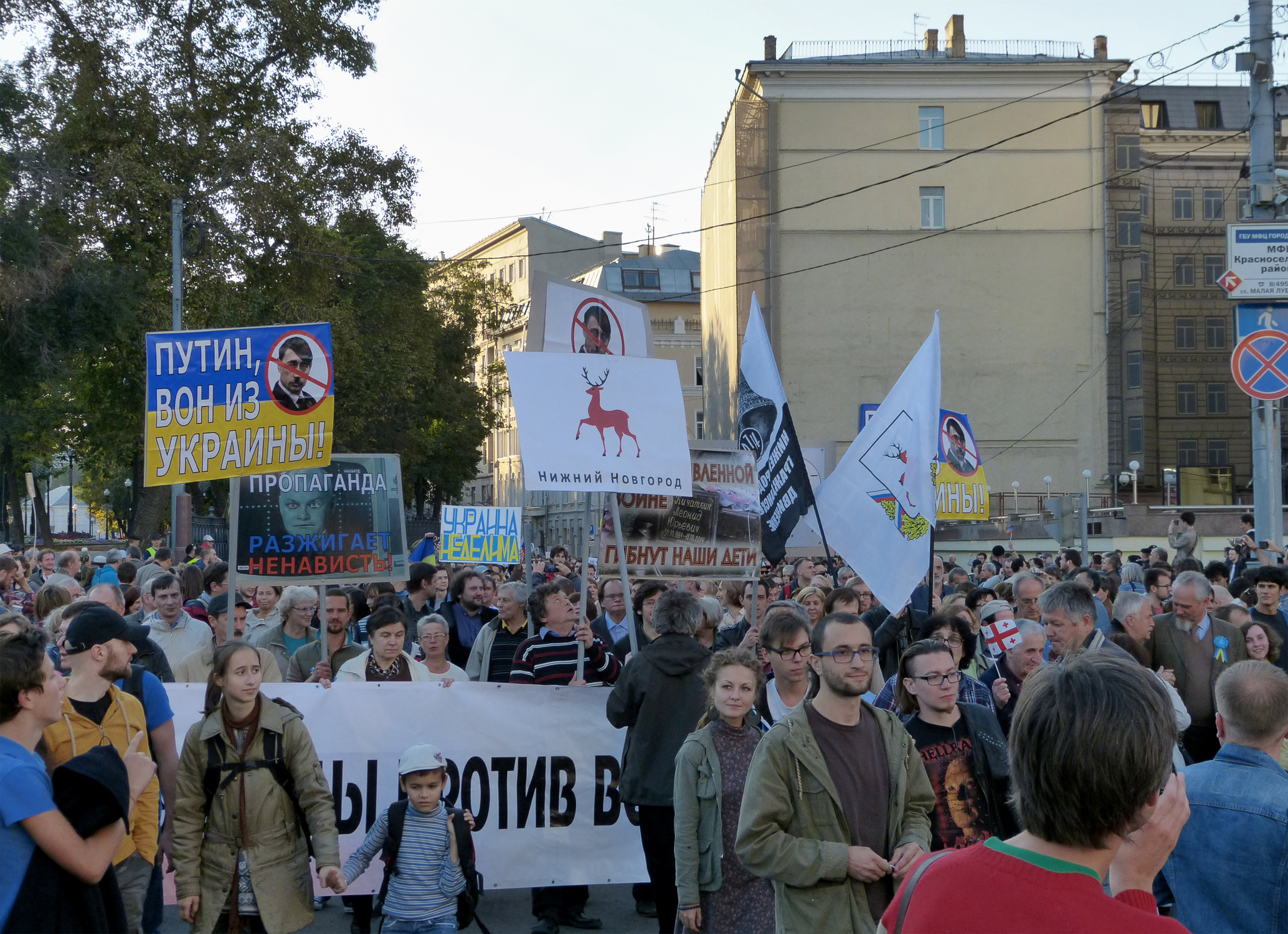
2014년 9월 21일 모스크바에서 열린 반전 시위에 참석한 주보프

2009년 9월 29일, 그는 로마에서 그레고리오 대학교와 아데나워재단이 주최한 '종교와 정치 문화' 회의에 참여했다. 그는 20세기 교회와 러시아 국가 간의 관계에 대한 보고를 했다.
2012년 3월, 그는 푸시 라이엇 재판에 대한 반대 의견을 공개적으로 표명했다. 그의 의견으로는 처벌이 불균형했으며, 심지어 러시아 제국에서도 비슷한 경우에 대한 형량은 덜 가혹했다.
2014년 봄, 그는 크림반도에서 러시아의 행동을 안슐루스와 비교하며 비판했다. 같은 해 9월, 그는 러시아에서 "파시스트 유형"의 정치 체제가 빠르게 형성되고 있다고 명시하며 당국에 '공격적인 모험을 중단하고 러시아 군대를 우크라이나에서 철수하며 우크라이나 남동부의 분리주의자들에 대한 선전 및 물질적, 군사적 지원을 중단할 것'을 촉구하는 선언문에 서명한 사람 중 한 명이었다.
2016년 봄, 안드레이 주보프는 국가두마 선거에 인민자유당 소속으로 참여할 것이라고 발표했다. 그는 자신의 선거구에서 3위를 차지했다.
2022년 2월, 그는 러시아의 우크라이나 침공을 비난했다. 침공 직전, 주보프는 "러시아에서 우리는 정부나 의회에 영향을 미칠 가능성이 없다. 그러나 나는 (반전 청원서에) 서명하여 나의 의견을 표명하고 국제법을 위반하고 있는 러시아의 지배 엘리트로부터 거리를 두었다"고 말했다.

## 저작물
주보프 교수는 여덟 권의 주요 서적과 300편 이상의 논문을 출판했다.

### 서적
- Парламентаризм в Таиланде: опыт исследования современного восточного общества методом анализа избирательной статистики (태국의 의회 제도: 선거 통계 분석 방법을 통한 현대 아시아 사회 연구 경험), 모스크바, 1982.
- Парламентская демократия и политическая традиция Востока (의회 민주주의와 아시아 정치 전통), 모스크바, 1990.
- L’Euroasia del Nord : Il rischio del caos dopo l’impero sovetico / Ed.San Paolo. 토리노 — 밀라노, 1994.
- Обращение к русскому национальному правопорядку как нравственная задача и политическая цель (러시아 국가 법질서로의 회귀는 도덕적 과제이자 정치적 목표), 모스크바, 1997.
- A.B. Zubov (1997). 《История религий. Книга первая: Доисторические и вне-исторические религии. Курс лекций. (종교의 역사. 1권: 선사 시대 및 비역사적 종교. 강의록)》. 모스크바: 플라네타 데테이. ISBN 5-86065-034-5.
- A.B. Zubov, 편집. (2009). 《История России. XX век: 1894-1939. (러시아의 역사. 20세기: 1894-1939)》 1 5000 экз판. 모스크바: AST. ISBN 978-5-17-059362-0.
- A.B. Zubov, 편집. (2009). 《История России. XX век: 1939-2007. (러시아의 역사. 20세기: 1939-2007)》 2 5000 экз판. 모스크바: AST. ISBN 978-5-17-059363-7.
- A. Zubov; V. Buldakov; L. Gudkov; Yu. Pivovarov; Yu. Ryzhov; Ph. Boobbyer; L. Luks; G. Nivat; R. Pipes; V. Strada (2011). 《Россия на рубеже веков. 1991-2011 (세기의 전환점의 러시아. 1991-2011)》. 모스크바: 로스펜. ISBN 978-5-8243-1598-1.
- A.B. Zubov (2016). 《Лекции по истории религии (종교사 강의록)》 2000 экз판. 모스크바: 알피나 논픽션. ISBN 978-5-91671-602-3.
- A.B. Zubov, 편집. (2017). 《История России XX век. Как Россия шла к ХХ веку. От начала царствования Николая II до конца Гражданской войны (1894-1922). (러시아의 역사 20세기. 러시아는 어떻게 20세기로 향했는가. 니콜라이 2세의 통치 시작부터 내전 종말까지 (1894-1922)).》 1 3000 экз판. 모스크바: 엑스모. ISBN 978-5-699-89930-2.
- A.B. Zubov, 편집. (2017). 《История России XX век. Эпоха Сталинизма (1923-1953). (러시아의 역사 20세기. 스탈린 시대 (1923-1953)).》 2. 모스크바: 엑스모. ISBN 978-5-699-92087-7.
- A.B. Zubov, 편집. (2017). 《История России ХХ век. Деградация тоталитарного государства и движение к новой России (1953 — 2008). (러시아의 역사 20세기. 전체주의 국가의 퇴화와 새로운 러시아를 향한 움직임 (1953 — 2008))》 3. 모스크바: 엑스모. ISBN 978-5-699-93347-1.
- A.B. Zubov co-authored by O.I. Zubova (2018). 《Религия Древнего Египта. Часть 1. Земля и боги (고대 이집트 종교. 1부. 땅과 신들)》. 모스크바: 리폴 클래식. ISBN 978-5-386-09668-7.
- .A.B. Zubov (2023). 《Russian Catastrophe and the Chances to Overcome It》. 브르노: 마사리크 대학교 출판부. ISBN 978-80-280-0384-5.

## 가족
- 배우자: 올가 이고레브나 주보바 (1948년생), 역사가, 이집트학자. 1982년부터 결혼.
- 아버지: 보리스 니콜라예비치 주보프 (1912년–2007년), 러시아 조선업자, 해군 제독.
- 어머니: 이아 예브게니예브나 주보바 (사보스티아노바) (1916년–2005년). 일반 화학 기술학과 부교수, 기술 과학 후보.
- 형제: 세르게이 보리소비치 주보프 (1944년생).
- 자녀: 크세니아, 이리나, 다리아, 다니일.